# Hydroelektrisk potential
Hydroelektrisk potential är den fysikaliska effekt mätt i watt som omsätts av fallande vatten i ett geografiskt område, och teoretiskt kan utvinnas genom att bygga ut vattenkraft. Hydroelektrisk potential är alltså en naturresurs.
Skall inte förväxlas med elektrisk potential.